# Nogent-sur-Oise
Pour les articles homonymes, voir Nogent.
Nogent-sur-Oise est une commune française située dans le département de l'Oise, en région Hauts-de-France et fait partie de la communauté d'agglomération Creil Sud Oise.
Ses habitants sont les Nogentais.

## Géographie

### Localisation
Nogent-sur-Oise est située dans le sud du département de l'Oise, à une distance orthodromique de 48 km au nord de la capitale, à 70 km au sud d'Amiens, à 33 km au sud-est de Beauvais, la préfecture, et à 37 km au nord-est de Pontoise. La ville est logée dans l'unité urbaine de Creil (ou bassin creillois) regroupant 116 662 habitants en 2009,. C'est la première agglomération de l'Oise et la deuxième agglomération de l'ancienne région administrative Picardie. Son aire urbaine reprend les mêmes limites avec une commune de plus : Saint-Vaast-lès-Mello, regroupant ainsi 101 982 habitants.

### Communes limitrophes
| Laigneville           | Monchy-Saint-Éloi | Villers-Saint-Paul  |
| Saint-Vaast-lès-Mello | Nogent-sur-Oise   | Verneuil-en-Halatte |
| Montataire            | Creil             |                     |

La ville compte sept communes limitrophes, dont deux ne côtoient la ville que sur des très courtes distances : Verneuil-en-Halatte, sur une quarantaine de mètres, au milieu de l'Oise, et Saint-Vaast-lès-Mello, sur 450 m environ, en pleins champs. Pour se rendre à Saint-Vaast en voiture, il faut toutefois traverser Montataire. Par contre, Nogent forme avec Creil et Laigneville une urbanisation continue, le long de la RD 916A. Le quartier compris dans le triangle entre la voie ferrée, l'Oise et la RD 1016 est partagé entre Nogent et Creil, sans que la division entre deux communes s'aperçoive. Le centre de Villers-Saint-Paul n'est éloigné que de quelques centaines de mètres de celui de Nogent. Par ailleurs, les quais de la gare de Creil se rapprochent de 200 m de la limite de Nogent, et l'extrémité nord de cette gare est située sur le territoire de Nogent.

### Topographie et relief
L'Oise ne côtoie Nogent que sur une longueur de 1 150 m, dans la zone d'activités ; elle constitue en même temps la limite avec les communes voisines de Creil et de Verneuil-en-Halatte. Le centre-ville s'est donc constitué indépendamment de la rivière, à la différence de Creil. Il est traversé par la petite Brêche. La Brêche traverse également la commune au nord, vers Monchy-Saint-Éloi. La ville est construite dans la pleine alluviale de l'Oise, à une trentaine de mètres d'altitude, mais est côtoyée à l'ouest des RD 200 et 916A par un plateau aux pentes abruptes, atteignant une centaine de mètres de hauteur. Ce secteur, couvert de bois privés et de surfaces agricoles, représente un quart du territoire communal environ ; la ZNIEFF (n° national 220420006) « Bois thermocalcicoles de la Grande Côte et des Prieux » d'une superficie de 79 ha.

### Hydrographie

#### Réseau hydrographique
La commune est située dans le bassin Seine-Normandie. Elle est drainée par l'Oise, la Petite Breche et divers bras de l'Oise,,.
L'Oise prend sa source en Belgique, à 309 mètres d'altitude, dans l'ancienne commune de Forges et se jette dans la Seine à 20 mètres d'altitude, au Pointil en rive droite et en aval du centre de Conflans-Sainte-Honorine dans le département des Yvelines. D'une longueur 341 kilomètres, elle est presque entièrement navigable et bordée de canaux sur 104 kilomètres. 
La Brèche, d'une longueur de 45 km, prend sa source dans la commune de Reuil-sur-Brêche et se jette  dans l'Oise à Villers-Saint-Paul, après avoir traversé 22 communes. Les caractéristiques hydrologiques de la Brêche sont données par la station hydrologique située sur la commune. Le débit moyen mensuel est de 2,19 m3/s. Le débit moyen journalier maximum est de 11,3 m3/s, atteint lors de la crue du 26 janvier 1995. Le débit instantané maximal est quant à lui de 14,4 m3/s, atteint le 1er janvier 1995.

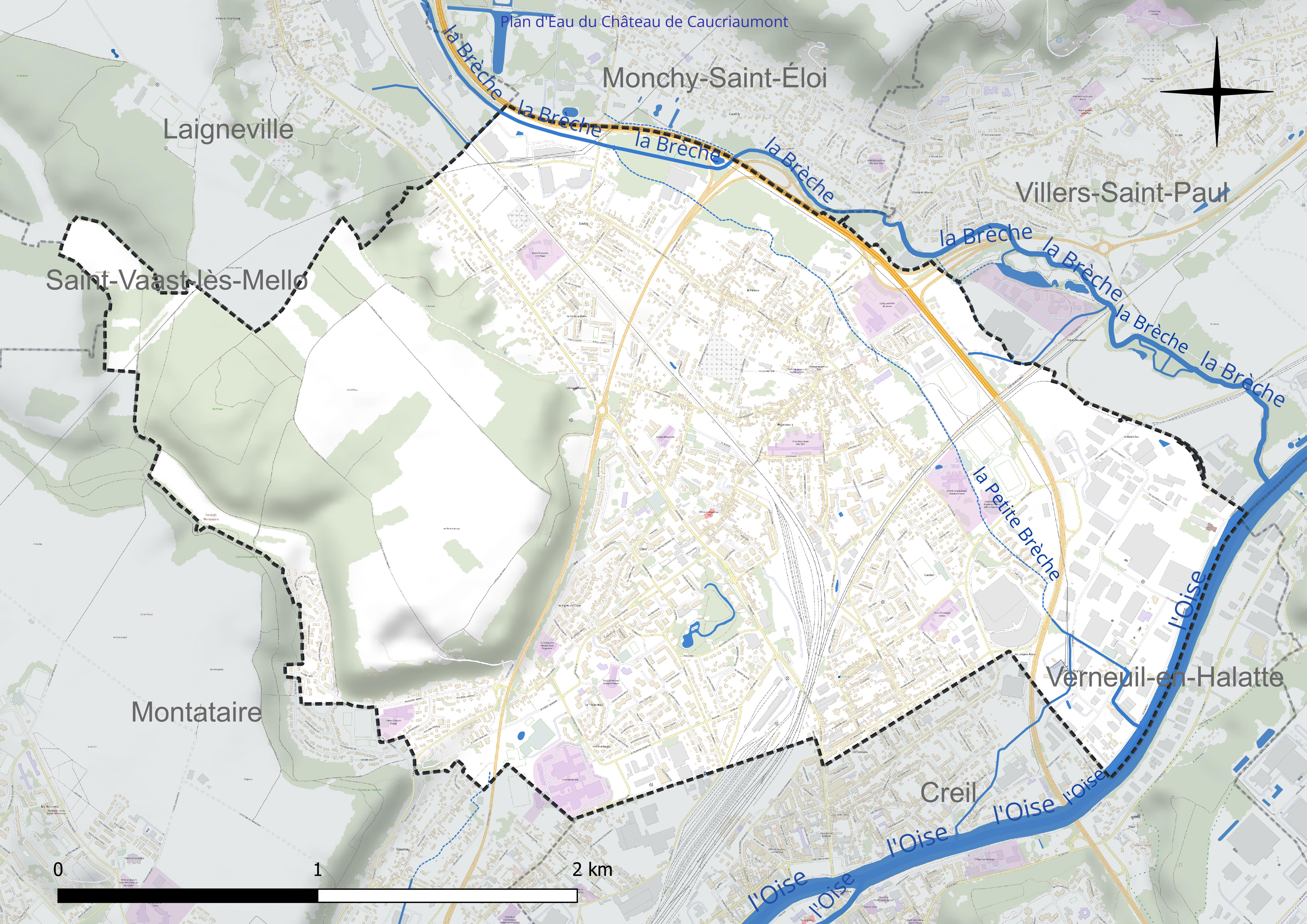
Réseau hydrographique de Nogent-sur-Oise.

La 0, d'une longueur de 3 km, prend sa source dans la commune de Michelbach-le-Haut et se jette  dans 0 à Bartenheim, après avoir traversé 0 communes. 

#### Gestion et qualité des eaux
Le territoire communal est couvert par le schéma d'aménagement et de gestion des eaux (SAGE) « Sensée ». Ce document de planification concerne un territoire de 492 km2 de superficie, délimité par le bassin versant de la Brêche. Le périmètre a été arrêté le 9 février 2017 et le SAGE proprement dit a été approuvé le 25 novembre 2021. La structure porteuse de l'élaboration et de la mise en œuvre est le syndicat mixte du Bassin Versant de la Brèche (SMBVB). 
La qualité des cours d'eau peut être consultée sur un site dédié géré par les agences de l'eau et l'Agence française pour la biodiversité. 

### Climat
Pour des articles plus généraux, voir Climat des Hauts-de-France et Climat de l'Oise.
En 2010, le climat de la commune est de type climat océanique dégradé des plaines du Centre et du Nord, selon une étude du CNRS s'appuyant sur une série de données couvrant la période 1971-2000. En 2020, Météo-France publie une typologie des climats de la France métropolitaine dans laquelle la commune est dans une zone de transition entre le climat océanique et le climat océanique altéré et est dans la région climatique  Nord-est du bassin Parisien, caractérisée par un ensoleillement médiocre, une pluviométrie moyenne régulièrement répartie au cours de l'année et un hiver froid (3 °C). 
Pour la période 1971-2000, la température annuelle moyenne est de 11 °C, avec une amplitude thermique annuelle de 14,7 °C. Le cumul annuel moyen de précipitations est de 650 mm, avec 11 jours de précipitations en janvier et 8 jours en juillet. Pour la période 1991-2020, la température moyenne annuelle observée sur la station météorologique la plus proche, située sur la commune de Creil à 2 km à vol d'oiseau, est de 11,2 °C et le cumul annuel moyen de précipitations est de 662,2 mm,. Pour l'avenir, les paramètres climatiques de la commune estimés pour 2050 selon différents scénarios d'émission de gaz à effet de serre sont consultables sur un site dédié publié par Météo-France en novembre 2022.
| Mois                                  | jan.             | fév.             | mars             | avril         | mai                                       | juin           | jui.                                      | août           | sep.            | oct.          | nov.             | déc.             | année                                     |
| ------------------------------------- | ---------------- | ---------------- | ---------------- | ------------- | ----------------------------------------- | -------------- | ----------------------------------------- | -------------- | --------------- | ------------- | ---------------- | ---------------- | ----------------------------------------- |
| Température minimale moyenne (°C)     | 1,4              | 1,2              | 3,1              | 4,9           | 8,4                                       | 11,4           | 13,4                                      | 13,2           | 10,3            | 7,8           | 4,3              | 1,9              | 6,8                                       |
| Température moyenne (°C)              | 4,1              | 4,6              | 7,5              | 10,3          | 13,7                                      | 16,9           | 19,2                                      | 19             | 15,6            | 11,9          | 7,4              | 4,5              | 11,2                                      |
| Température maximale moyenne (°C)     | 6,8              | 8                | 12               | 15,6          | 19                                        | 22,4           | 24,9                                      | 24,8           | 20,9            | 15,9          | 10,5             | 7,2              | 15,7                                      |
| Record de froid (°C) date du record   | −21,6 17.01.1985 | −18,5 14.02.1956 | −11,4 08.03.1971 | −5,3 06.04.21 | −2,6 03.05.1981                           | 0,7 01.06.1975 | 3,5 01.07.1960                            | 3,2 01.08.1965 | −0,6 17.09.1971 | −5 28.10.03   | −11,3 24.11.1998 | −16,7 31.12.1970 | −21,6 1985                                |
| Record de chaleur (°C) date du record | 15,9 27.01.03    | 21,4 28.02.1960  | 25,4 31.03.21    | 28 20.04.18   | 31,7 07.05.1976                           | 36,4 27.06.11  | 41,6 25.07.19                             | 39,3 09.08.20  | 35,3 15.09.20   | 28,3 01.10.11 | 20,7 08.11.15    | 16,9 07.12.00    | 41,6 2019                                 |
| Ensoleillement (h)                    | 492              | 867              | 1 417            | 2 008         | erreur soleil-mai n'est pas un nombre (-) | 2 169          | erreur soleil-jul n'est pas un nombre (-) | 217            | 1 806           | 1 184         | 674              | 614              | erreur soleil-ann n'est pas un nombre (-) |
| Précipitations (mm)                   | 56,2             | 47,1             | 48,2             | 45,2          | 60                                        | 56             | 56                                        | 57,6           | 45              | 61,1          | 59,2             | 70,6             | 662,2                                     |

## Urbanisme

### Typologie
Au 1er janvier 2024, Nogent-sur-Oise est catégorisée grand centre urbain, selon la nouvelle grille communale de densité à sept niveaux définie par l'Insee en 2022.
Elle appartient à l'unité urbaine de Creil, une agglomération intra-départementale regroupant 23  communes, dont elle est ville-centre,,. Par ailleurs la commune fait partie de l'aire d'attraction de Paris, dont elle est une commune d'un pôle secondaire,. 

### Occupation des sols
L'occupation des sols de la commune, telle qu'elle ressort de la base de données européenne d'occupation biophysique des sols Corine Land Cover (CLC), est marquée par l'importance des territoires artificialisés (65,1 % en 2018), en augmentation par rapport à 1990 (62,8 %). La répartition détaillée en 2018 est la suivante :
zones urbanisées (45,2 %), forêts (23,5 %), zones industrielles ou commerciales et réseaux de communication (16,1 %), terres arables (9,7 %), espaces verts artificialisés, non agricoles (3,9 %), eaux continentales (0,9 %), zones agricoles hétérogènes (0,7 %). L'évolution de l'occupation des sols de la commune et de ses infrastructures peut être observée sur les différentes représentations cartographiques du territoire : la carte de Cassini (XVIIIe siècle), la carte d'état-major (1820-1866) et les cartes ou photos aériennes de l'IGN pour la période actuelle (1950 à aujourd'hui).

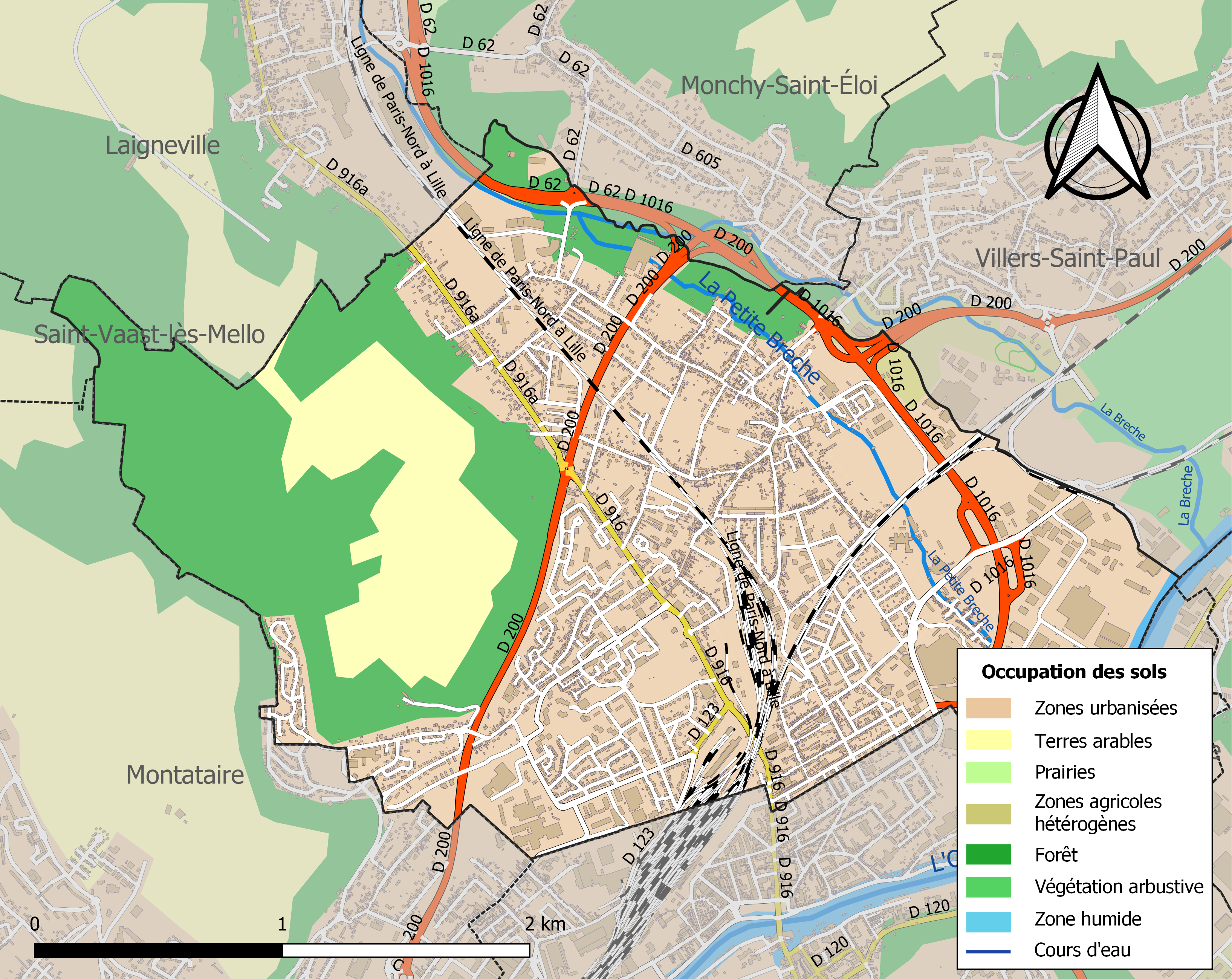
Carte des infrastructures et de l'occupation des sols de la commune en 2018 (CLC).

### Morphologie urbaine

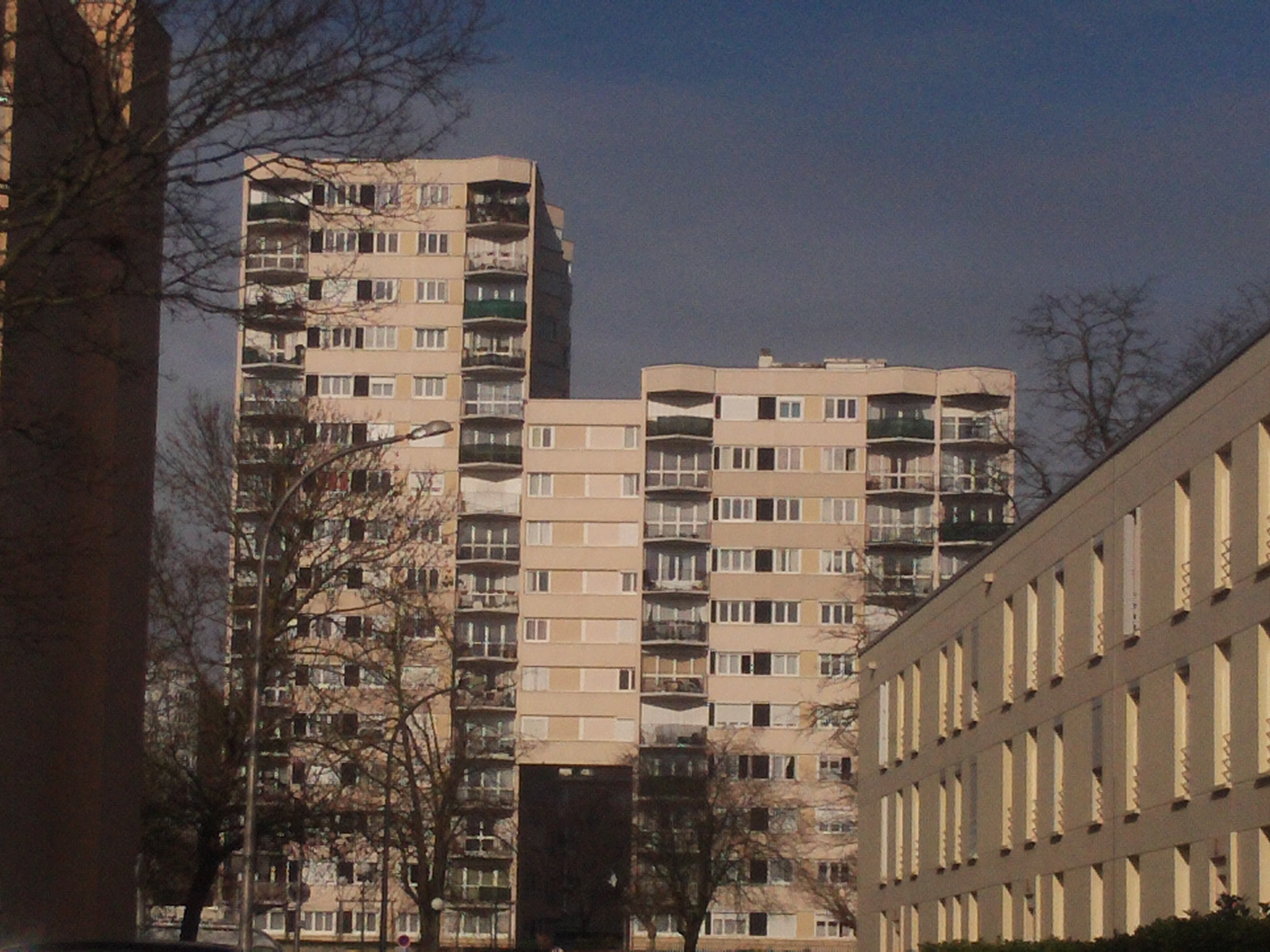
Deux des six tours situées autour de la place des Trois-Rois.

Du fait de sa proximité à la capitale, Nogent-sur-Oise présente une morphologie urbaine plus proche de celle de l'Île-de-France que de la Picardie. La ville possède un nombre élevé d'immeubles de dix étages ou plus pour une ville de Picardie (15 immeubles). La ville ayant été en grande partie détruite pendant la Seconde Guerre mondiale, il reste peu de monuments ou de maisons datant d'avant-guerre. À la fin des années 1960 et au début des années 1970, la ville a connu un programme de ZUP qui a fait presque tripler le nombre d'habitants, grâce à la construction de tours comme les tours Calmette (45 m) (destruction prévue début 2014 dans le cadre du PRU Obier Granges), les tours des 3 Rois (50 m), les tours Hébert (40 m), la tour Sonacotra (35 m) (destruction prévue), et aussi de nombreux nouveaux quartiers : la ville verte, les Obiers, le parc Médison.
Plusieurs projets de rénovation urbaine ont été lancés, notamment dans le quartier prioritaire de la Commanderie (qui a d'ailleurs été renommé quartier des Rochers pour l'occasion), dont le début de la rénovation a commencé en 2003 et qui sera terminée en 2014 (prévisions). La ville est composée de plusieurs secteurs qui forment plusieurs grands quartiers :
- la partie moderne (Trois-Rois, Obiers, parc Médison, ville verte…) qui regroupe la grande partie des tours et des immeubles de la ville ;
- le « vieux Nogent » qui regroupe les anciennes maisons et les immeubles des années 1950.

On trouve aussi d'autres quartiers plus isolés (Quartier des Rochers, parc de la vallée).
On trouve trois points très importants de la ville :
- le secteur des Trois-Rois : secteur très dynamique et très peuplé avec la plupart des commerces, les tours et le centre d'affaires en construction ;
- la place de la République : cœur historique de la ville, on y trouve les traditionnels commerces et l'église ;
- le secteur commercial : on y trouve le centre commercial Auchan, un des plus grands de l'Oise (rénové en 2012) et le complexe sportif de la ville.

### Logements

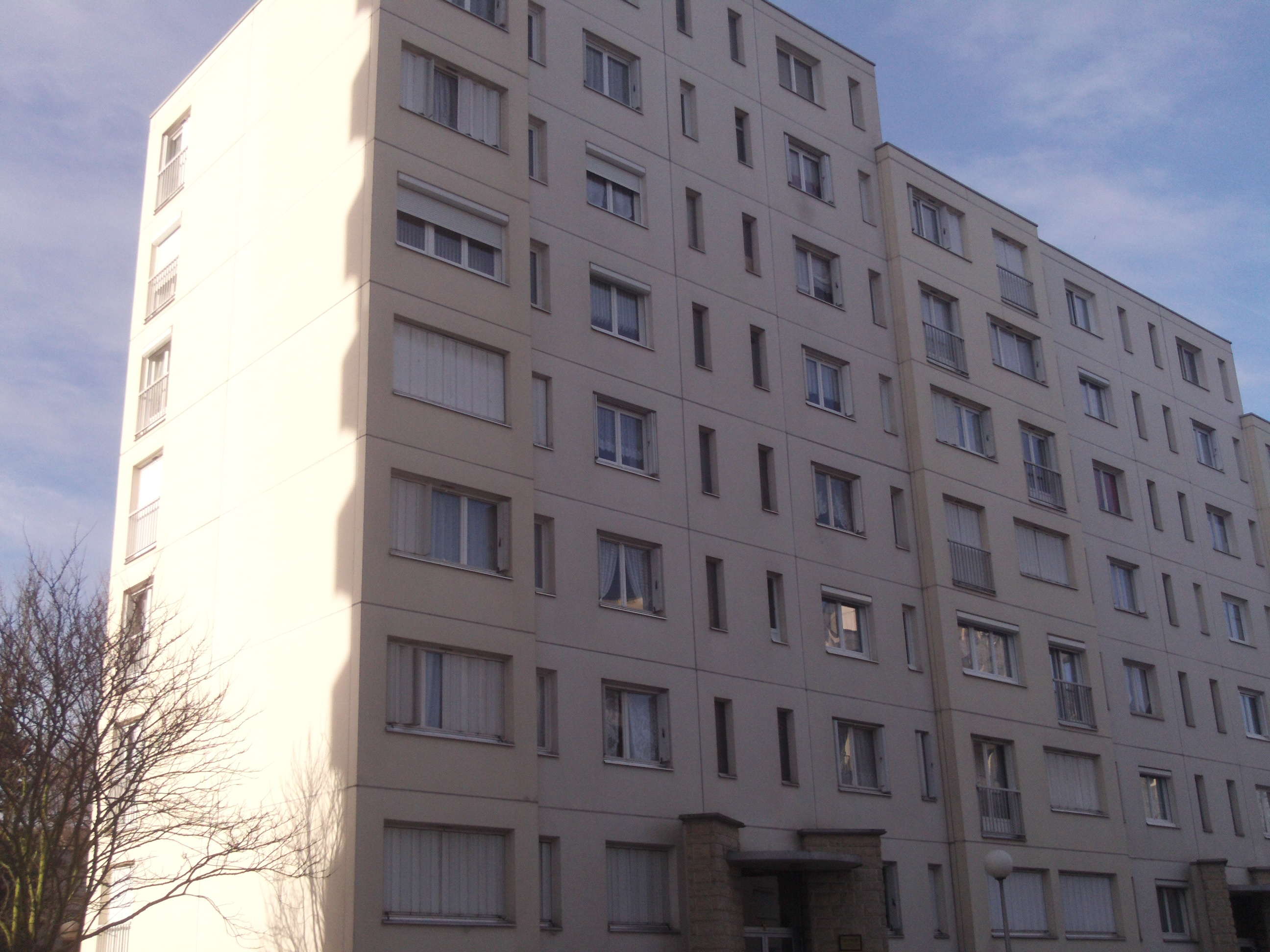
Immeubles en centre ville.

En 2006, la commune compte 7 358 logements, ce qui fait une augmentation de 138 par rapport à 1999. Ce nombre a doublé en 40 ans (3 728 en 1968). Les résidences principales représentent 94,3 % de ces logements (contre 91,9 % dans l'Oise). Parmi elles, 40,7 % sont des maisons individuelles et 58,4 % des appartements (contre 67,9 % de maisons et 31 % d'appartements dans le département).
En 2004, seulement 4,6 % des constructions neuves dataient de 1990 et après, beaucoup moins que dans l'Oise (14 %), tandis que 20 % avaient été construites avant 1949 (31,4 % dans le département).
Avec 2 269 logements HLM, soit 32,7 % des résidences principales, Nogent respecte largement les normes imposées par la loi solidarité et renouvellement urbains ou « SRU » de décembre 2000. Le nombre de logements vacants est de 4,9 % ce qui est égal au taux de l'Oise (5 %).
La plupart des logements possède 4 pièces (33 %), puis 3 (29 %), puis 5 ou plus (23,5 %). Les petits logements ou « studios » représentent 4,8 % de ces logements ce qui est une sur-représentation par rapport au département (4,2 %).
Le confort de ces habitations n'est pas homogène. 93,6 % possèdent une baignoire ou une douche ; 84 % possèdent un chauffage central et 47,2 % ont un garage ou un parking,.

### Voies de communication et transports

#### Réseau ferroviaire et transports en commun

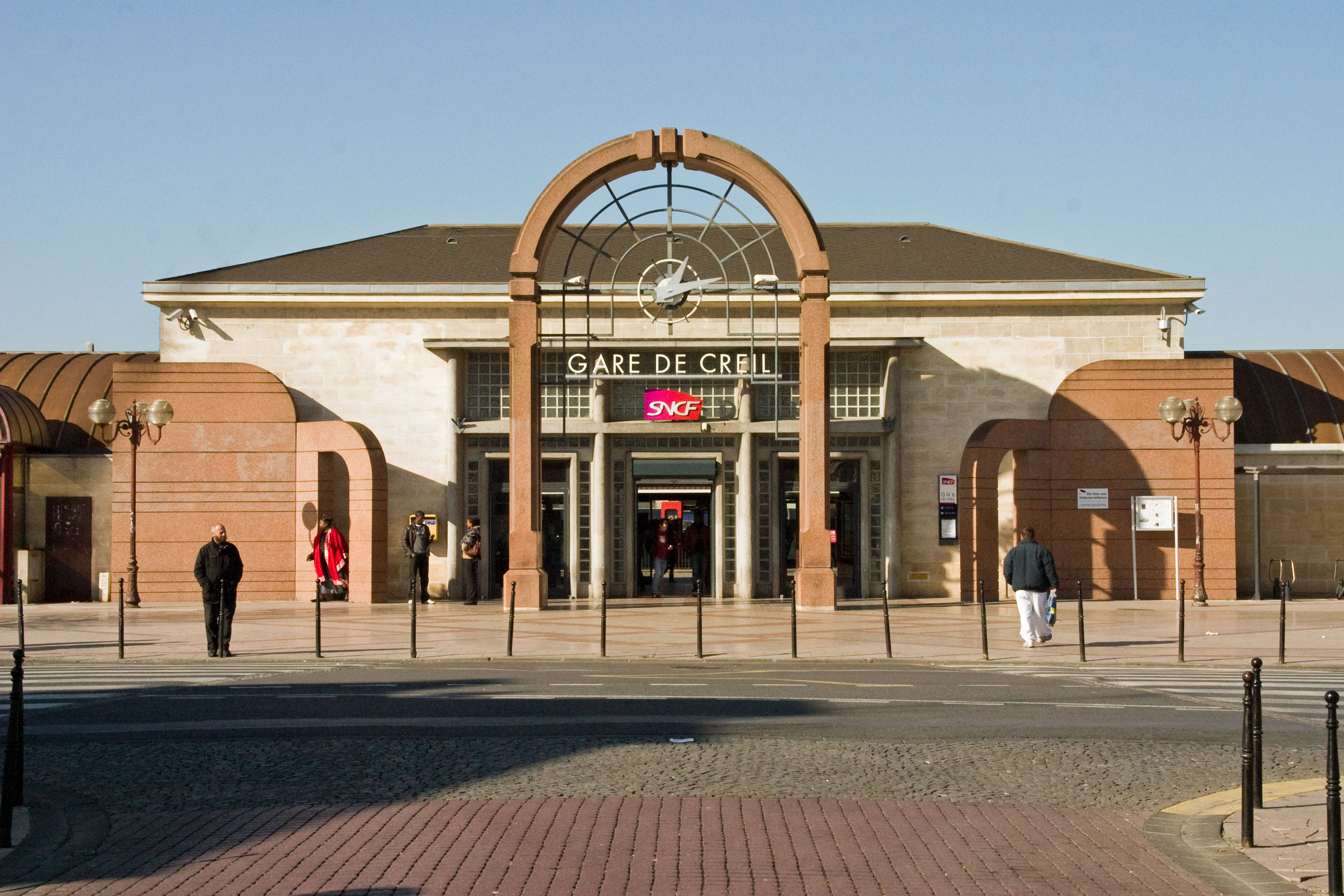
Entrée de la gare de Creil.

La gare de Creil constitue un véritable nœud ferroviaire, carrefour desservi à la fois par les trains de la ligne D du RER, du Transilien (ligne H) et enfin les TER Hauts-de-France. Ces lignes permettent de rejoindre Paris-Gare du Nord, Pontoise, Compiègne, Amiens, Beauvais, Boulogne-Ville et Saint-Quentin. Cependant, l'essentiel des trajets se font depuis et vers Paris : par les TER directs en 25 minutes, par les TER semi-directs en 32 minutes ou encore le RER D, omnibus en 52 minutes. Le trajet Paris-Creil a représenté 1 193 000 voyages en 2006.
En décembre 2010, le Réseau ferré de France a annoncé la création, à l'horizon 2017/2020, de la ligne Roissy - Picardie passant par Creil, qui placera la ville à vingt minutes des gares et terminaux de Roissy-Charles de Gaulle, via des lignes TER et TGV.
Nogent-sur-Oise est desservie par le réseau de transports AXO par le biais des lignes A, B, C1, C2 et D. Des lignes scolaires du réseau traversent également la commune. Les services de transport à la demande AXO+1 et AXO+4 complètent le service.
La commune est desservie, en 2023, par les lignes 631, 632, 633, 634, 637, 642, 646, 6241, 6242, 6243, 6244, 6245, 6246 et 6352 du réseau interurbain de l'Oise.

#### Réseau routier
L'ancienne route nationale 16, ancienne route royale qui allait de Pierrefitte-sur-Seine à Dunkerque en passant par Amiens, traversait autrefois le centre ville. Désormais numérotée départementale 1016, elle bénéficie d'une rocade à deux fois deux voies qui contourne la ville par l'est. L'axe constitué par la rue du Pont Royal, la rue Gambetta, l'avenue du 8 mai et la rue Faidherbe est devenue la RD 916A qui a une fonction de desserte locale vers Creil et Laigneville. Nogent-sur-Oise est par ailleurs reliée à l'autoroute A 1 par la RD 1330 qui passe par Senlis et permet ainsi de rejoindre Paris. La RD 200 relie quant à elle Nogent à Pont-Sainte-Maxence, à l'A 1 en direction de Lille et à Compiègne. Nogent est aussi reliée à Beauvais par la RD 1016 et la RN 31, toutes deux à deux fois deux voies.

#### Réseau fluvial
La ville voisine de Creil possède un port fluvial de commerce sur l'Oise. Il est géré par la Chambre de commerce et d'industrie de l'Oise. Canalisée à grand gabarit, la rivière permet le passage à Creil de péniches atteignant jusqu'à 180 m de long pour 11,50 m de large et un poids de 4 000 tonnes. Creil se trouve ainsi à un peu moins de 50 km de la confluence avec la Seine par voie fluviale.

#### Aérodrome et aéroports
L'aérodrome le plus proche est situé sur le territoire de la commune de Creil. Il s'agit la base aérienne militaire (code AITA : CSF) située sur le plateau et qui est réservé aux aéronefs militaires et à quelques avions civils avec restriction. L'aéroport Charles-de-Gaulle de Roissy-en-France est accessible en 30 minutes via l'autoroute A 1. Le même temps de trajet permet d'accéder à l'aéroport de Beauvais-Tillé. Il existe une ligne régulière d'autocars, la ligne 630 du réseau interurbain de l'Oise, entre Creil et Roissy-Charles de Gaulle via Senlis qui fait la liaison en 45 minutes.

## Toponymie
Le nom de la localité est attesté sous les formes Novigentum ad Isaram (862) ; Nogentum ad virgines (IXe) ; Nogentum (1157) ; Nongentum villa que dicitur abbatisse (1164) ; in Nongento (1186) ; Nongent (1201) ; Nougentum (1220) ; Noient (1292) ; sires de nongent les vierges (1314) ; de Nogento ad virgines (vers 1320) ; Nogent lez Creil (1333) ; Nova gens (1340) ; Nougent (1373) ; Nogent les vierges (vers 1380) ; prior de Nogento ad Virgines (XIVe) ; eccl. de Nogento ad Virgines (XIVe) ; Nogent les vierges (1417) ; Nogent sur Bresche (1425) ; Nogent sur Oise (1445) ; Nongent les Vierges (XVe) ; Nogent le murger (1467) ; Nougent les Vierges (1516) ; Nogent le Morget (1540) ; Nontgent (1570) ; Nogen-les-Vierges (1633) ; Nogent les Vierges (XVIIe) ; Nogent lès Creil (XVIIe) ; Nogens les Vierges (1711) ; Nogent-sur-Oise (1948).
Le nom viendrait de Novientum qui signifie « nouveau domaine » en langue gauloise.
L`Oise est une rivière du Bassin parisien dans le Nord de la France et en Belgique.

## Histoire

### Préhistoire
Le site a été occupé dès la préhistoire. Une grotte sépulcrale datant du néolithique a été retrouvé près du château des Rochers.

### Moyen Âge
Selon la légende, Maure et Brigide étaient deux vierges connues pour leurs miracles. Après leur assassinat près de Balagny-sur-Thérain, la reine Bathilde décide de faire transporter les restes des Vierges dans son abbaye de Chelles. Les corps sont déposés sur un char mais avant de traverser l'Oise, les bœufs s'arrêtent et ne veulent plus avancer. C'est alors qu'ils se dirigent vers Nogent et la reine décide donc de déposer les corps dans le cimetière.
La région fut envahie plusieurs fois par les Normands au IXe siècle. Des fortins sont construits près des agglomérations afin de défendre la population contre les Vikings. La ville fut aussi marquée par le passage de Saint Louis en 1241 qui est venu faire un pèlerinage en l'honneur des deux vierges et construit le chœur de l'église.
En mai 1358, une rixe éclate à Saint-Leu-d'Esserent. C'est le début d'une jacquerie qui n'échappera pas à Nogent et qui se terminera mi-juin. Pendant la guerre de Cent Ans, le château de Creil était un lieu stratégique disputé entre les Anglais et les Français. Creil est prise par les Anglais en 1358 puis c'est au tour de Pont-Sainte-Maxence et Clermont en 1360. Philippe de Saveuse pille les châteaux de Creil, Pont-Sainte-Maxence et Villers-Saint-Paul en 1417. La région est reprise par les Anglais de 1420 à 1429. Creil repasse aux Anglais en 1439, après un siège de six semaines puis en 1441, après un siège de douze jours. Clermont restera aux Anglais jusqu'en 1449.
La seigneurie apparaît à la fin du Ve siècle et va perdre peu à peu de son pouvoir dans les siècles suivants. Nogent appartenait à la châtellenie de Creil dans le comté de Clermont. Le seigneur de Nogent détenait les fiefs de Mortefontaine, Nogent-les-Vierges, Les Granges, Bouleux, L'Obier et Saulcy. En 1551, Nogent-les-Vierges a pour seigneur François de Launay († 1620), président au bureau des finances de Moulins, et, également seigneur de Mortefontaine.

### Révolution française et Empire
La Révolution française ne se fait pas trop ressentir à Nogent. Dès 1790, elle devient une commune du département de l'Oise. Elle fait partie du canton de Creil et du district de Senlis. Le premier maire du village est Jacques Gromont et a été élu en décembre 1789. L'église fut fermée et on planta un arbre de la liberté en 1792. Une garde nationale composée de 23 membres est instituée en mai 1793 de même qu'un comité de surveillance composé de 12 membres.
Après la fermeture de l'église, tous les objets de culte sont transférés à Senlis. Cependant, la commune a réussi à cacher les reliques des saintes patronnes.

### Époque contemporaine

#### XIXesiècle
En 1815, Nogent est occupé par les troupes alliées et pillée par les soldats prussiens le 27 juin. L'arbre de la liberté est déraciné le 11 février 1816 sur ordre du sous-préfet.
Nogent subit une terrible épidémie de choléra en 1832. Dès lors, des précautions sont prises : le conseil municipal distribue du chlorure de chaux, désinfecte l'école et les bâtiments publics puis recense les logements les plus malsains. Il donne aux plus vulnérables des matelas neufs, des chaussures, du pain et de la viande. La maladie fit quinze morts en trois mois et demi.
Pendant la Révolution de 1848, le maire veut protéger sa commune de toutes ces violences révolutionnaires. Le 29 mars, il constitue des ateliers pour les ouvriers des fabriques sans ouvrage. Ces ateliers existeront jusqu'en 1849. Un deuxième arbre de la liberté est planté le 19 novembre 1848.
La ville est frappée d'une nouvelle épidémie de choléra qui fait quatorze morts puis de suette miliaire qui contamine une centaine de Nogentais qui ont tous guéri.
Le village commence à s'expanser dès le milieu du XIXe siècle.
Les Prussiens arrivèrent à Creil le 15 septembre 1870 et quittèrent l'Oise en octobre 1871.
L'arrivée de l'industrie et du chemin de fer au XIXe siècle entraîne un essor de la population.
La bande à Ortiz y effectue un cambriolage le 29 janvier 1893.

#### XXesiècle
Le conseil municipal décide, le 1er juillet 1905, de changer le nom de la ville. Ainsi, par le décret ministériel du 27 septembre 1906, Nogent-les-Vierges devient Nogent-sur-Oise.
Les Uhlans arrivèrent à Nogent le 2 septembre 1914 et l'occupèrent jusqu'au 10 septembre 1914.
Au début des années 1970, plusieurs meurtres se produisirent sur la commune, à l'aube ou au crépuscule, ce qui valut au tueur en série le surnom de « tueur de l'ombre ». Le meurtrier Marcel Barbeault, résidant dans une commune voisine, fut arrêté en 1976 et condamné à la prison à vie en 1981.
Nogent dispose aussi d'une très bonne équipe de cyclisme.

## Politique et administration

### Rattachements administratifs et électoraux
La commune se trouve dans l'arrondissement de Senlis du département de l'Oise. Pour l'élection des députés, elle fait partie depuis 1988 de la septième circonscription de l'Oise.
Elle faisait partie de 1793 à 1973 du canton de Creil, année où fut créé le canton de Creil-Nogent-sur-Oise, dont la ville était le chef-lieu. Dans le cadre du redécoupage cantonal de 2014 en France, Nogent constitue le bureau centralisateur du nouveau canton de Nogent-sur-Oise.

### Intercommunalité
Nogent-sur-Oise était membre depuis 1965 du district urbain de l'agglomération creilloise, qui devient en 1999 une communauté de communes, puis devient en communauté d'agglomération le 1er janvier 2011.
La loi portant nouvelle organisation territoriale de la République (Loi NOTRe) du 7 août 2015, prévoyant que les établissements publics de coopération intercommunale (EPCI) à fiscalité propre doivent avoir un minimum de 15 000 habitants, le préfet de l'Oise a publié en octobre 2015 un projet de nouveau schéma départemental de coopération intercommunale, qui prévoit la fusion de plusieurs intercommunalités, et en particulier de la communauté de l'agglomération creilloise et de la Communauté de communes Pierre - Sud - Oise, de manière à créer un nouvel EPCI rassemblant 11 communes pour 82 600 habitants,. Ce projet n'est pas partagé par Nogent-sur-Oise, qui aurait préféré quitter la CAC, compte tenu de l'impact négatif de Creil, tel qu'évoqué  sur certains quartiers de la commune estimé en 2015 par le maire de Nogent. Cette objection n'a pas été retenue.
La communauté d'agglomération Creil Sud Oise (ACSO), dont la commune est désormais membre, est donc créée au 1er janvier 2017.

### Tendances politiques et résultats
Lors de l'élection présidentielle française de 2017, la commune a voté en majorité pour Jean-Luc Mélenchon (FI) qui arrive donc en tête avec 29,13 %, il est suivi par Marine Le Pen (FN) avec 24,9 % et par Emmanuel Macron (EM) avec 21,59 %. Au second tour, Emmanuel Macron bat Marine Le Pen avec 64,5  % contre 35,5 %.
Lors des élections législatives, les électeurs se sont orientés pour Jean-François Dardenne (EM) avec 39,68 %, il est suivi par Philippe Lambiliotte (FN) avec 19,22 % et par Maxime Minot avec 14,6 %. Au second tour Jean-François Dardenne s'impose avec 59,58 % face à Maxime Minot qui obtient 40,42 %.

### Politique locale
En juillet 2017, Jean-François Dardenne annonce sa démission du mandat de maire. En effet, réélu en 2014 sous l'étiquette PS, il souhaite que le conseil municipal du 10 juillet 2017 le confirme sous sa nouvelle étiquette La République en marche !. Début décembre 2024, le maire Jean-François Dardenne a été placé en garde, soupçonné d'être impliqué dans un trafic de déchets.

### Liste des maires
| Période   | Période                      | Identité                       | Étiquette             | Qualité |
| --------- | ---------------------------- | ------------------------------ | --------------------- | --- |
| 1789      | 1792                         | Jacques Gromont                |                       | Cultivateur |
| 1792      | 1795                         | Noël Doullië                   |                       | |
| 1795      | 1796                         | Charles Rueil Dupré            |                       | |
| 1796      | 1797                         | Pierre Noël Seraine            |                       | Cultivateur |
| 1797      | 1800                         | Germain Poulet                 |                       | |
| 1800      | 1831                         | Guillaume Estellé              |                       | |
| 1831      | 1852                         | Armand Houbigant               |                       | Graveur, dessinateur historien, archéologue, collectionneur et conseiller général du Canton de Creil |
| 1852      | 1871                         | François Dominique Cauchois    |                       | Propriétaire |
| 1871      | 1878                         | François Benoît Alphonse Jacob |                       | Propriétaire, rentier |
| 1878      | 1881                         | Isidore Dugardin               |                       | Propriétaire, rentier |
| 1881      | 1882                         | Jacques Prosper Latarse        |                       | |
| 1882      | 1886                         | Antoine Eugène Loisel          |                       | Propriétaire |
| 1886      | 1888                         | Louis Frédéric Rottée          |                       | Négociant en vins |
| 1888      | 1892                         | Félix Victor Alexandre         |                       | Horloger |
| 1892      | 1897                         | Gustave Eugène Demagnez        |                       | Rentier |
| 1897      | 1900                         | Jean Jules Wattebled           |                       | Marbrier-sculpteur |
| 1900      | 1904                         | Gustave Eugène Demagnez        |                       | Rentier |
| 1904      | 1912                         | Jules Onésime Pierrot          |                       | Ouvrier éventailliste |
| 1912      | 1919                         | Paul Ducrocq                   |                       | Employé |
| 1919      | 1925                         | Jules Onésime Pierrot          |                       | Ouvrier éventailliste |
| 1925      | 1941                         | Désiré Véret                   |                       | Pharmacien |
| 1941      | 1944                         | Jean Léonard Lafeuille         |                       | Industriel |
| 1944      | 1944                         | Jules Paul Pierrot             |                       | Employé de bureau, sous chef de bureau |
| 1944      | 1945                         | Désiré Véret                   |                       | Pharmacien |
| 1945      | 1959                         | Henri Roger                    |                       | Marchand de vin en gros |
| mars 1959 | mars 1983                    | Georges Lenne                  | UDR puis DVD          | Directeur de usine Ferrettite Conseiller général de Creil-Nogent-sur-Oise (1973 → 1979) |
| mars 1983 | mars 2008                    | Claude Brunet                  | RPR puis UMP          | Ingénieur chimiste Conseiller général de Creil-Nogent-sur-Oise (1985 → 1998) |
| mars 2008 | En cours (au 4 juillet 2017) | Jean-François Dardenne,        | PS puis LREM puis DVC | Dirigeant d'entreprise sociale et solidaire Conseiller régional de Picardie (2010 → 2015) Vice-président de la CA Creilloise (2008 → 2014) Vice-président de la CA Creil Sud Oise (2017 → ) Réélu pour le mandat 2014-2020, |

### Politique environnementale et collecte des déchets
La collecte des ordures ménagères dans la ville est effectuée par la Communauté de l'agglomération creilloise. Seuls le verre et le papier font l'objet de collectes par un prestataire au niveau de points d'apport volontaire. Les ordures ménagères sont traitées par l'usine de valorisation énergétique de Villers-Saint-Paul, gérée par le Syndicat mixte de la vallée de l'Oise (SMVO) qui assure cette mission pour 263 communes de l'est du département et auquel adhère la CAC pour ses communes membres. Une déchetterie, gérée par le SMVO, est présente à Creil, sur le plateau, à proximité de la base aérienne,.

### Jumelages
- Gersthofen (Allemagne) depuis 1969
- Beverley (Angleterre) depuis 1998
- Kraśnik (Pologne) depuis 2005
- Aida (camp) (Palestine) depuis 2009
- Fucecchio (Italie) depuis 2014

## Population et société

### Démographie

#### Évolution démographique
L'évolution du nombre d'habitants est connue à travers les recensements de la population effectués dans la commune depuis 1793. Pour les communes de plus de 10 000 habitants les recensements ont lieu chaque année à la suite d'une enquête par sondage auprès d'un échantillon d'adresses représentant 8 % de leurs logements, contrairement aux autres communes qui ont un recensement réel tous les cinq ans,.

En 2022, la commune comptait 21 859 habitants, en évolution de +11,55 % par rapport à 2016 (Oise : +0,87 %, France hors Mayotte : +2,11 %).
| 1793 | 1800 | 1806 | 1821 | 1831 | 1836 | 1841 | 1846 | 1851 |
| ---- | ---- | ---- | ---- | ---- | ---- | ---- | ---- | ---- |
| 435  | 503  | 612  | 631  | 728  | 737  | 714  | 830  | 892  |

| 1856  | 1861  | 1866  | 1872  | 1876  | 1881  | 1886  | 1891  | 1896  |
| ----- | ----- | ----- | ----- | ----- | ----- | ----- | ----- | ----- |
| 1 003 | 1 068 | 1 286 | 1 407 | 1 571 | 1 850 | 2 169 | 2 627 | 3 076 |

| 1901  | 1906  | 1911  | 1921  | 1926  | 1931  | 1936  | 1946  | 1954  |
| ----- | ----- | ----- | ----- | ----- | ----- | ----- | ----- | ----- |
| 3 545 | 4 178 | 4 841 | 5 556 | 5 851 | 6 417 | 6 416 | 6 458 | 7 718 |

| 1962  | 1968   | 1975   | 1982   | 1990   | 1999   | 2006   | 2011   | 2016   |
| ----- | ------ | ------ | ------ | ------ | ------ | ------ | ------ | ------ |
| 8 808 | 11 506 | 15 680 | 16 980 | 19 537 | 19 151 | 19 257 | 18 996 | 19 595 |

| 2021   | 2022   | - | - | - | - | - | - | - |
| ------ | ------ | - | - | - | - | - | - | - |
| 21 382 | 21 859 | - | - | - | - | - | - | - |

La ville était au 427e rang national en 1999, elle a perdu 27 places par rapport à 1990. Si le solde naturel a été positif pendant la période 1990-1999 (1 701 habitants), le solde migratoire a été négatif (2 087 habitants) ; ce qui a entrainé une baisse de population de 387 habitants, soit 0,2 % par an.

#### Pyramide des âges
La population de la commune est relativement jeune.
En 2018, le taux de personnes d'un âge inférieur à 30 ans s'élève à 43,2 %, soit au-dessus de la moyenne départementale (37,3 %). À l'inverse, le taux de personnes d'âge supérieur à 60 ans est de 19,6 % la même année, alors qu'il est de 22,8 % au niveau départemental.
En 2018, la commune comptait 9 742 hommes pour 10 556 femmes, soit un taux de 52,01 % de femmes, légèrement supérieur au taux départemental (51,11 %).
Les pyramides des âges de la commune et du département s'établissent comme suit.
| Hommes | Classe d’âge | Femmes |
| ------ | ------------ | ------ |
| 0,3    | 90 ou +      | 1,1    |
| 4,7    | 75-89 ans    | 6,3    |
| 12,5   | 60-74 ans    | 14,1   |
| 17,2   | 45-59 ans    | 16,8   |
| 20,3   | 30-44 ans    | 20,0   |
| 20,1   | 15-29 ans    | 17,7   |
| 24,9   | 0-14 ans     | 24,0   |

| Hommes | Classe d’âge | Femmes |
| ------ | ------------ | ------ |
| 0,5    | 90 ou +      | 1,4    |
| 5,5    | 75-89 ans    | 7,6    |
| 15,6   | 60-74 ans    | 16,3   |
| 20,8   | 45-59 ans    | 20     |
| 19,4   | 30-44 ans    | 19,4   |
| 17,6   | 15-29 ans    | 16,2   |
| 20,6   | 0-14 ans     | 19,1   |

### Revenus et catégories socio-professionnelles
L'aire urbaine de Creil (ou bassin creillois) de près de 100 000 habitants est la plus pauvre du département de l'Oise. Presque un tiers de la population, soit 7 000 habitants, habite dans un quartier prioritaire en 2020. Le taux de pauvreté s'établit à 29 % dans la ville en 2019. Cette année, les revenus disponibles médians des ménages par unité de consommation s'établit à 1 420 euros par mois, contre 2 380 pour la ville de Paris. Près de mille foyers perçoivent le Revenu de solidarité active (RSA).

### Enseignement
Il y a six groupes scolaires, deux collèges et un lycée dans la ville. Les premières écoles nogentaises, aujourd'hui disparues, se trouvaient aux abords de l'église. Le groupe scolaire Paul-Bert, créé en 1890, regroupe dans la rue du même nom une école maternelle et une école élémentaire.
Le groupe scolaire Carnot, créé en 1956, regroupe une école maternelle et une école élémentaire, à proximité du quartier la Sablière et des rues proches de Creil. Le groupe scolaire Jean-Moulin, sorti de terre en 1964, regroupe une école maternelle et une école élémentaire à proximité du quartier des Rochers (ancienne résidence de la Commanderie). Le groupe scolaire des Obiers, créé en 1969, regroupe également une école maternelle et une école élémentaire. Ce fut la première école de la nouvelle zone urbaine de Nogent.
Le groupe scolaire des Granges, bâti en 197, regroupe les écoles maternelles Madeleine-Brès et Françoise-Dolto, ainsi que l'école élémentaire Georges-Charpak. Le groupe scolaire des Côteaux, bâti entre 1984 et 1986, regroupe les écoles maternelles Pauline-Kergomard et Charles-Perrault, ainsi que l'école élémentaire Jules-Verne. Ce dernier groupe scolaire tient lieu d'école d'application.
Les groupes scolaires de l'Obier et Jean-Moulin appartiennent au Réseau ambition réussite (RAR). Le groupe scolaire des Granges appartient au réseau ÉCLAIR (Écoles, collèges et lycées pour l'ambition, l'innovation et la réussite) du collège Herriot.
Les collèges portent les noms de Marcelin-Berthelot et Édouard-Herriot. Ce dernier a été créé en 1992 dans la partie nouvelle de la ville et est affilié au réseau ÉCLAIR. Le lycée Marie-Curie est le seul lycée sur la commune.

## Économie
- Annexe et Centre de formation de la Chambre de commerce et d'industrie de l'Oise.
- Port fluvial de commerce géré par la CCI.

## Culture locale et patrimoine

### Lieux et monuments

#### Monuments historiques

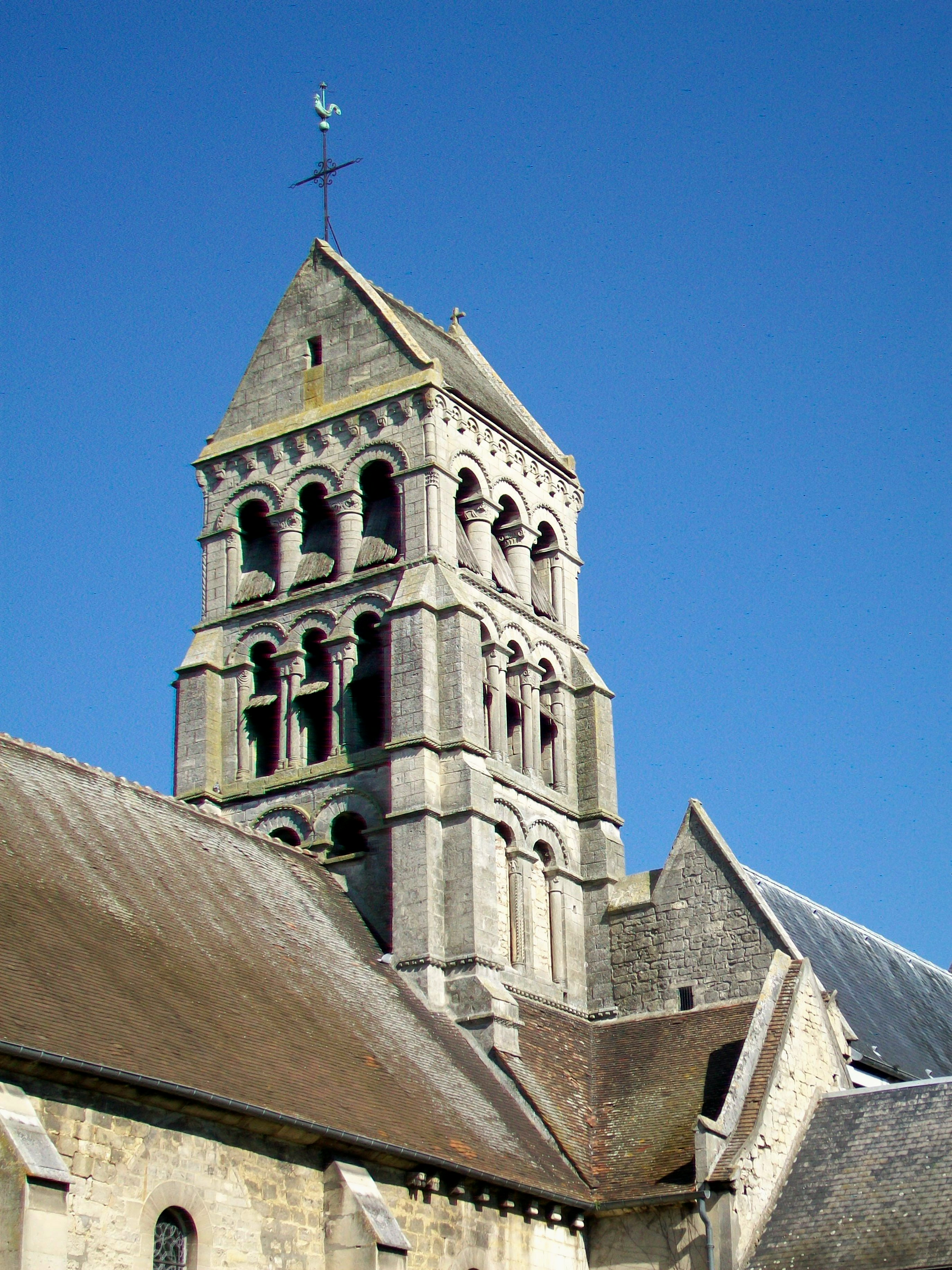
Le clocher de l'église, faces ouest et sud.

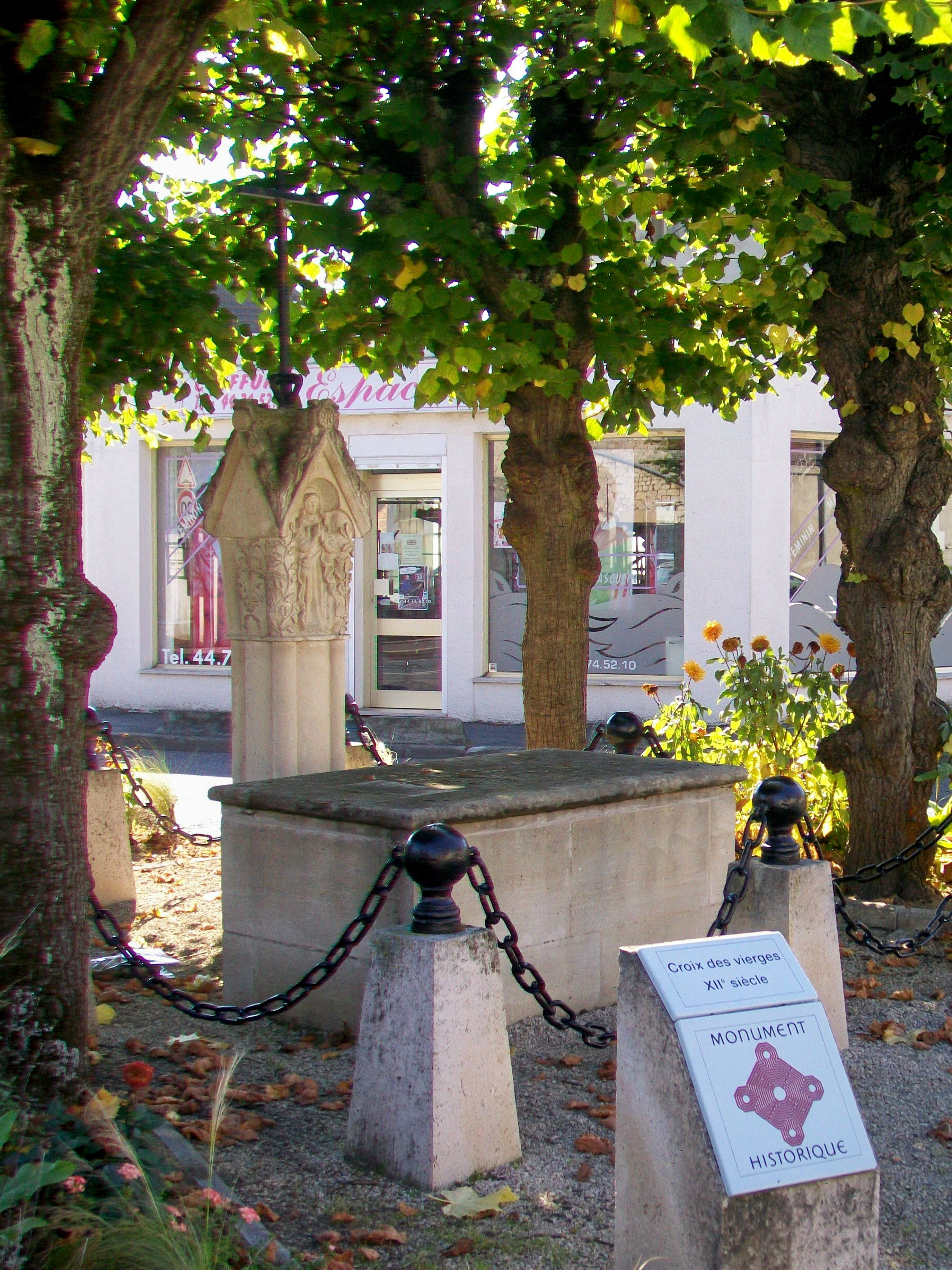
La croix des Vierges.

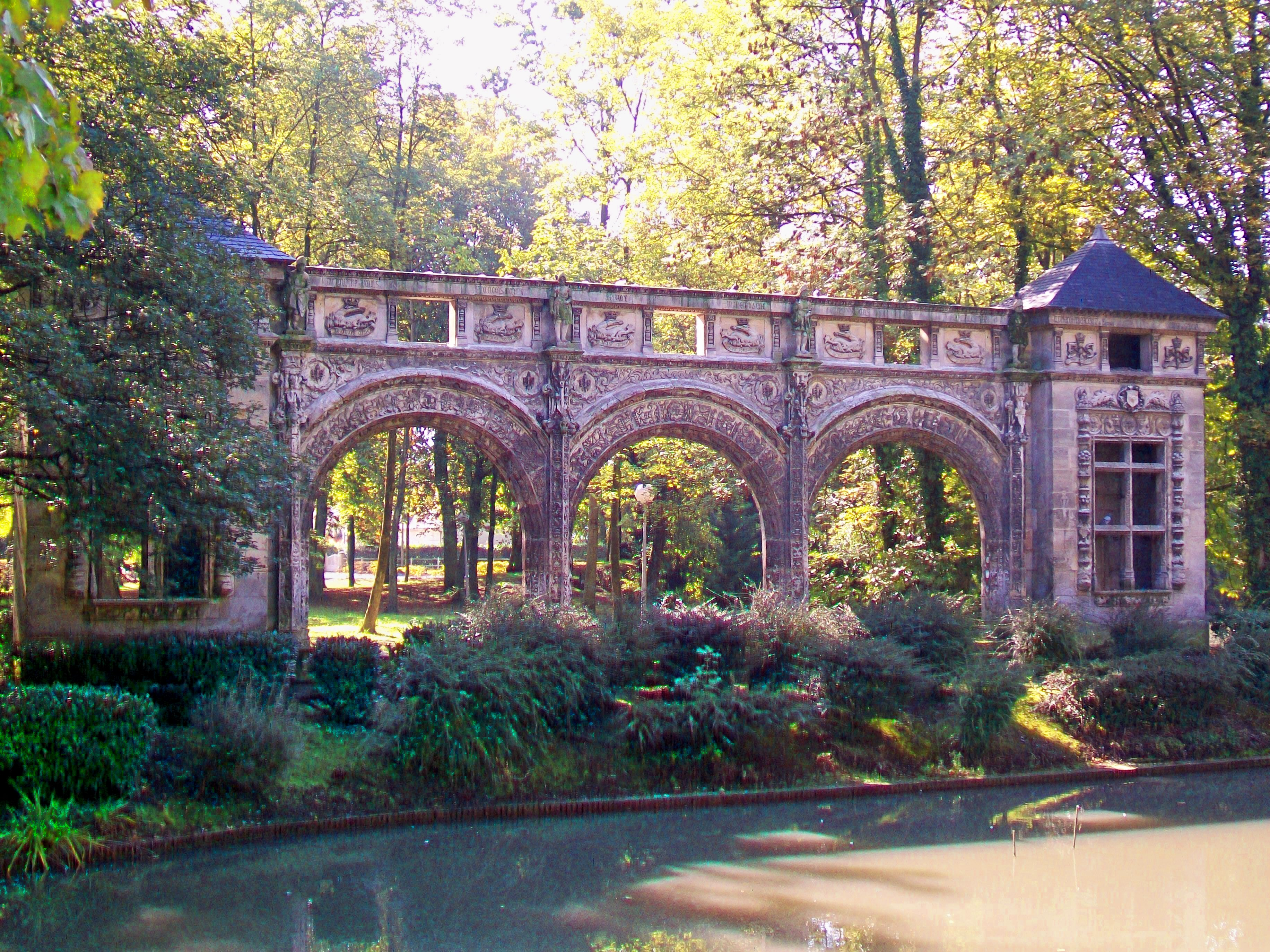
La façade du château de Sarcus.

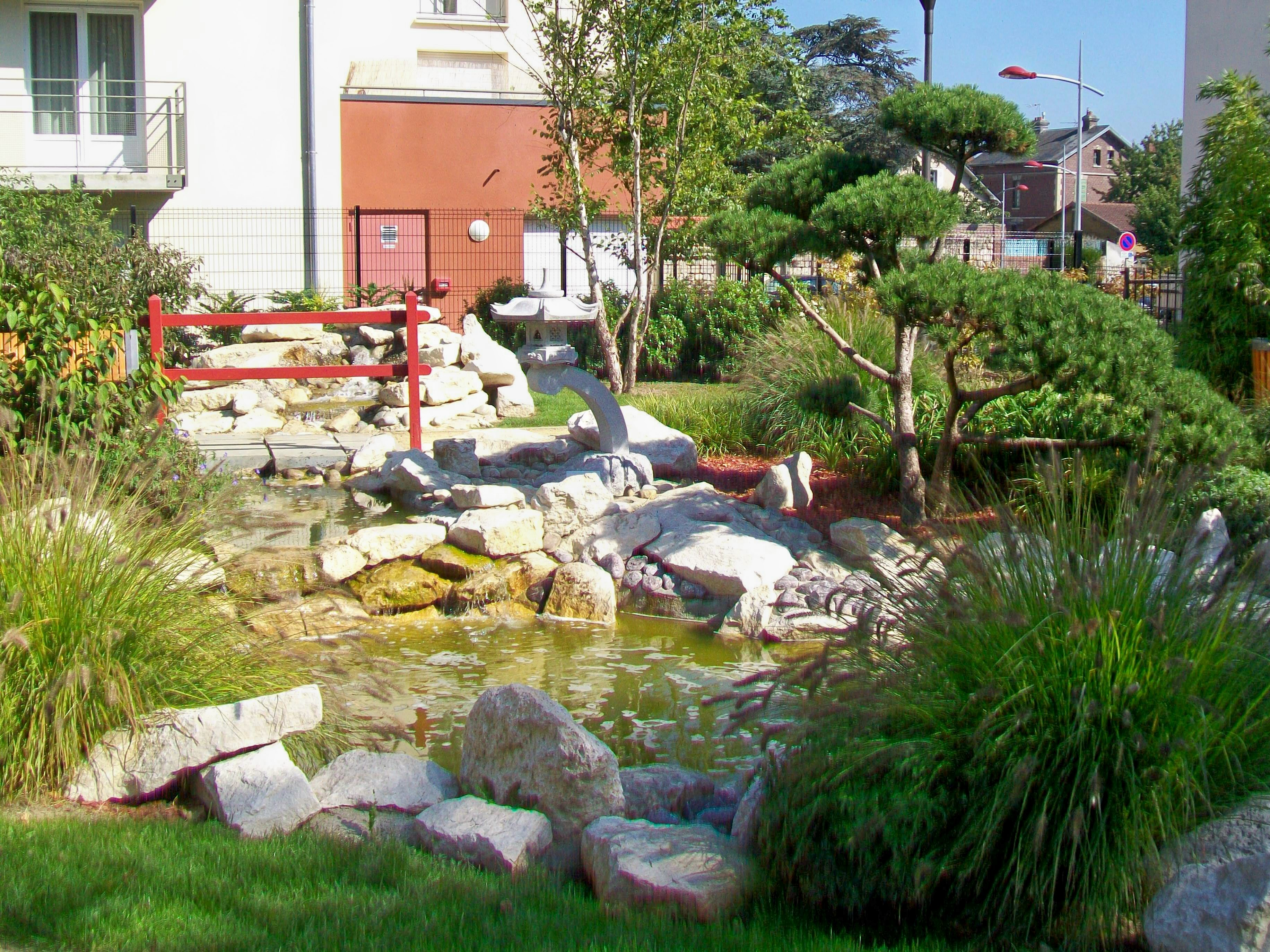
Le jardin japonais.

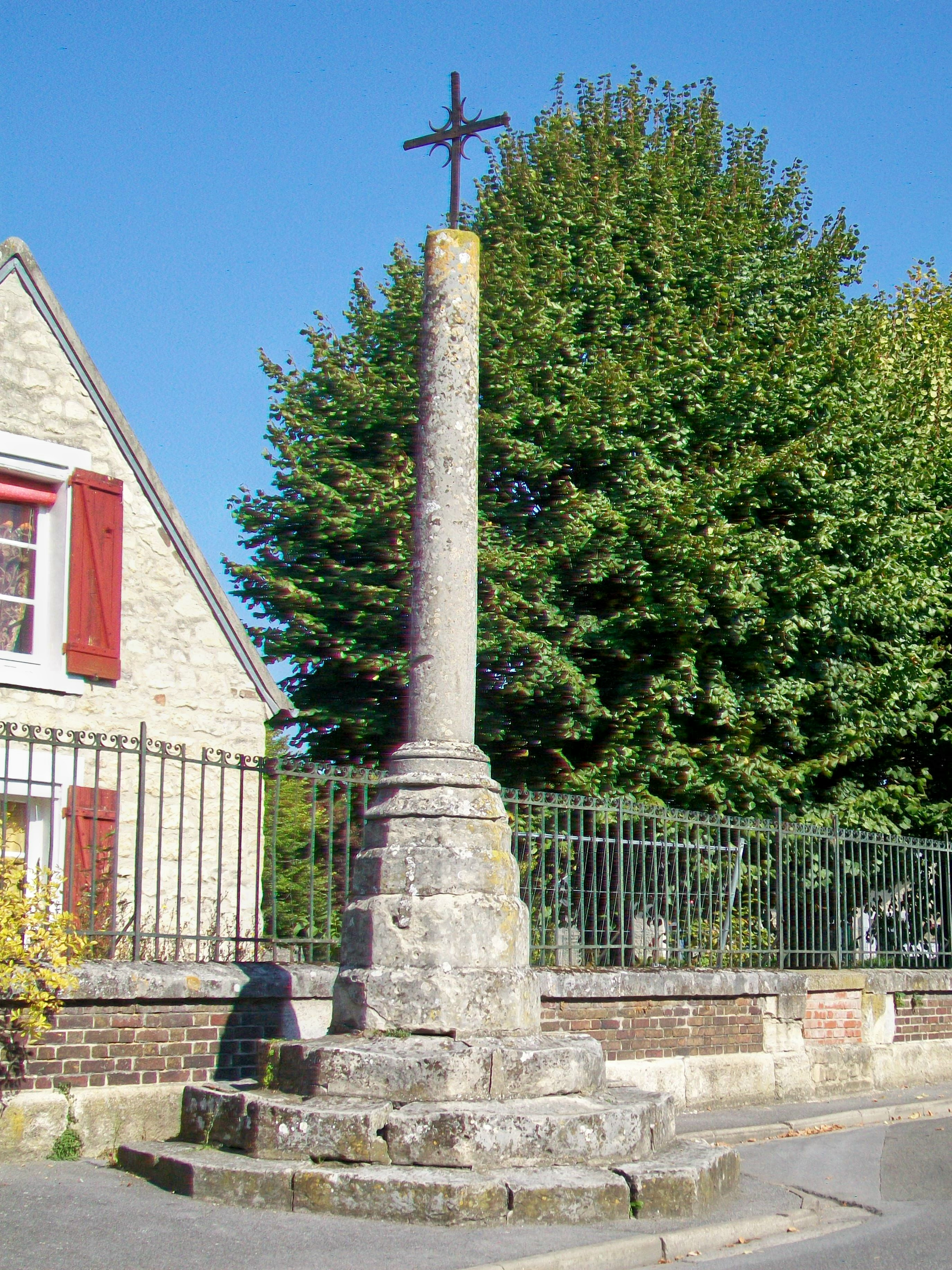
L'ancienne croix de cimetière.

Nogent-sur-Oise compte trois monuments historiques classés ou inscrits sur son territoire.

##### Église Sainte-Maure-et-Sainte-Brigide
L'église Sainte-Maure-et-Sainte-Brigide a été classé monument historique en 1846, soit six ans après la publication de la première liste des Monuments historiques. Elle est localisée au quartier ancien dit Royaumont, place de l'Église, à côté de la place de la République. Ses patronnes sont deux vierges écossaises assassinées à Balagny-sur-Thérain à la fin du Ve siècle. La reine Bathilde fit transporter leurs reliques de Balagny vers Nogent vers le milieu du VIIe siècle. Même si l'église d'alors a disparu, ces reliques sont toujours conservées dans l'église actuelle. Elle est de style roman et date du XIe siècle, sauf le transept, du XIIe siècle, et le chœur, reconstruit au XIIIe siècle sous saint Louis dans le style gothique. La nef comporte trois travées et pas de bas-côtés, et est éclairée par des petites baies plein cintre, dont certaines avaient été agrandies à l'époque flamboyante, mais ont été restituées dans leur état d'origine dès le XIXe siècle. Les fenêtres du pignon ont été déplacées vers le bas pour la tribune d'orgue ; leurs cintres d'origine restent visible au-dessus. La corniche présente des grands modillons d'un aspect barbare, grossièrement sculptés.
Le chœur est aussi large que le transept, largement saillant, et comporte donc trois travées, dont les toits individuels sont perpendiculaires à celui du transept, avec des pignons aigus. Les voûtes d'ogives du chœur et du transept sont semblables, sans clés de voûte. Les sept hautes fenêtres du chœur et du transept, en arc brisé, présentent un remplage de trois lancettes tréflées, surmontées de trois rosaces quadrilobes. Les trois travées du transept communiquent entre elles par deux arcades plein cintre, alors que l'arcade entre la croisée du transept et le chœur est très aigüe. L'arc triomphal a été agrandi. Le chevet est plat, mais se prolonge par un petit espace voûté en cul-de-four. Le clocher passe pour être l'un des plus beaux clochers roman dans toute la vallée de l'Oise ; il s'élève au-dessus de la croisée du transept, est coiffé d'un toit en bâtière et se compose de trois étages. Le premier comporte deux baies géminées par face, qui sont bouchées jusqu'à la hauteur de l'arc plein cintre. Le second et troisième étage comportent trois baies par face. Chacune est encadrée par deux colonnettes sur le niveau du second étage, alors que deux grosses colonnes séparent les trois baies par face sur le niveau du troisième étage. Ici, les contreforts des angles laisse la place à des colonnes engagées aux quatre angles de la tour. Les chapiteaux sont tous sculptés de motifs différents, et les archivoltes et corniches sont ornés d'un ou plusieurs rangs de billettes et de dents de scie.
À l'intérieur de l'église, à gauche de l'église, subsiste une cheminée du XVe siècle. Les statues des deux vierges dans le chœur datent de la même époque. Le tombeau de Jean Bardeau, seigneur de Nogent, est une œuvre du sculpteur Michel Bourdin de 1632. - L'édifice a subi de lourdes restaurations au XIXe siècle et le clocher a reçu de nouvelles cloches en 1864. Les orgues et l'horloge astronomique ont été détruites par un incendie dans la nuit du 30 au 31 décembre 1983,.

##### Croix des Vierges
La croix des Vierges a été inscrit monument historique par arrêté du 30 mai 1927 et se situe sur le rond-point du carrefour rue du général Charles-de-Gaulle / rue Jean-de-La-Fontaine. Cette croix daterait du XIIe siècle et est dédiée à sainte Maure et sainte Brigide, tout comme l'église. Son élément le plus remarquable est le pinacle richement sculpté, qui supporte la croix proprement dite. Ce n'est qu'une petite et simple croix en fer forgé. Le pinacle représente sainte Maure à l'avant et sainte Brigide à l'arrière, en habit de pèlerin auréolé, entourées d'un décor de feuilles de houx. Devant le pinacle, un autel fait d'un grand bloc de pierre taillée servait lors des processions, qui avaient lieu le 15 août en l'honneur des vierges, jusqu'au début du XXe siècle.

##### Façade du château de Sarcus
La façade du château de Sarcus a été inscrit monument historique par arrêté du 16 mai 1929. Le château de Sarcus avait été édifié en 1523 sous la direction du célèbre architecte Martin Chambiges, dans le style de la Renaissance. Après la démolition du château, la façade a été remontée à Nogent en 1835 pour orner une grande demeure bourgeoise. Cette dernière a été occupée par les Allemands pendant la Seconde Guerre mondiale puis laissée à l'abandon. Pour motif de son mauvais état, et parce qu'elle gênait la construction d'un centre commercial, la villa a été démolie en 1968. La façade, seul élément protégé, a donc été déplacée une seconde fois, sous la direction d'un sculpteur, mais de quelques dizaines de mètres seulement. Depuis, elle se trouve sur une île au milieu d'un petit plan d'eau dans le parc Hébert, près de la rue Gambetta. De style Renaissance, elle présente en son centre trois grandes arcades plein cintre, encadrées par quatre colonnettes surmontées de statuettes, et pourvues d'un riche décor sculpté avec des motifs essentiellement végétaux. À droite et à gauche, deux tourelles carrées encadrent ces arcades, percées chacune d'une grande fenêtre à meneaux, elles aussi entourées d'ornements très élaborés. Cette façade est orientée vers le nord ; côté sud, les murs sont nus.

#### Autres éléments du patrimoine

##### Le jardin japonais
Situé rue Gambetta, à côté de la Chambre de métiers a été récemment aménagé, il porte le nom de l'ancien conseiller municipal Philippe Decourtray. Jardin intimiste, il s'articule autour d'une petite rivière artificielle avec des plans d'eau, entourés de blocs de pierre, et présente un grand nombre d'espèces végétales décoratives.

##### L'hôtel de ville
Situé rue du Général-de-Gaulle, c'est un bâtiment de style classique. La mairie est issue de la transformation d'une grande demeure bourgeoise, construite en 1822 pour M. Houbigant, fils du parfumeur Jean-François Houbigant, et acquise par la ville en 1910. Le fronton a été décoré avec les initiales RF pour République française et la devise républicaine, et l'architrave au-dessus de l'entrée a reçu l'inscription « Hôtel de ville ». Entre 1982 et 1986, d'importants travaux d'extension ont permis de démultiplier la superficie disponible, sans atteindre à l'architecture du bâtiment d'origine. Sur le parvis de la mairie, se trouve la statue du Millénium, inaugurée le 30 décembre 2000 comme symbole d'espoir et d'harmonie entre les générations. Trois colonnes de pierre se penchent vers une colonne cylindrique de bronze au centre, toute couverte de petites plaques. Chacune porte le nom d'un habitant de la ville et une date.

##### L'ancienne croix de cimetière, place de l'Église
Le cimetière a été depuis longtemps transféré en dehors de la ville, mais l'on a laissé en place plusieurs pierres tombales (à gauche du portail), la chapelle funéraire de la famille du maréchal Gérard (à droite de l'entrée de la place), et l'ancienne croix de cimetière (à gauche de l'entrée). Un piédestal de trois marches d'escalier porte un pupitre octogonal dont l'envergure diminue graduellement, et qui sert comme support à une haute colonne monolithique avec une petite croix en fer forgé en son sommet.

##### Le temple protestant
Situé rue Demagnez, ce temple a été construit à partir des pierres provenant de l'ancien temple des Ageux, qui a été détruit en 1938.

##### Le château des Rochers
Situé rue Faidherbe, il a été édifié à la fin du XIXe siècle pour un industriel anglais, sur l'emplacement d'un ancien vignoble. Pendant la Seconde Guerre mondiale, il a été occupé par les Allemands puis par les alliés américains. Le château a par la suite été divisé en appartements à destination des ingénieurs travaillant dans les entreprises des alentours. En 1982, la ville a racheté le bâtiment pour en faire un espace culturel. La grande salle alors construite peut accueillir sept cents personnes, et est régulièrement utilisée pour des manifestations culturelles ou artistiques, des congrès et des séminaires. Le château proprement dit abrite l'école municipale de musique et des salles destinées à des expositions artistiques.

### Personnalités liées à la commune
- Laurent Hernu (né en 1976), un décathlonien nogentais considéré comme l'un des meilleurs français de la discipline (record personnel à 8 280 points). Il n'est d'ailleurs pas rare de le voir s'entraîner au stade de Nogent situé à proximité du lycée Marie-Curie ;
- Dembo Camilo (né en 2001), acteur français.
- Abd Almoniem Rahama (né en 1960), est un écrivain, journaliste, poète et militant des droits humains soudanais en exil, installé à Nogent-sur-Oise.